# 502 v. Chr.
Portal Geschichte | Portal Biografien | Aktuelle Ereignisse | Jahreskalender | Tagesartikel

◄ |
7. Jahrhundert v. Chr. |
6. Jahrhundert v. Chr. |
5. Jahrhundert v. Chr. |
►

◄ | 520er v. Chr. | 510er v. Chr. | 500er v. Chr. | 490er v. Chr. |
480er v. Chr. |
►

◄◄ | ◄ | 505 v. Chr. | 504 v. Chr. | 503 v. Chr. | 502 v. Chr. |
501 v. Chr. |
500 v. Chr. |
499 v. Chr. |
► |
►►

## Ereignisse
Opiter Verginius Tricostus und Spurius Cassius Vecellinus sind der Legende nach Konsuln der Römischen Republik.